# Đại học Công nghệ Rzeszów
Đại học Công nghệ Rzeszów tên đầy đủ là Đại học Công nghệ Rzeszów Ignacy Łukasiewicz, là một cơ sở giáo dục công lập của Nhà nước Ba Lan, được thành lập vào năm 1951. Theo công bố của Viện Webometric (Tây Ban Nha) năm 2015, Đại học Công nghệ Rzeszów xếp thứ 13 trong tổng số các trường Đại học kỹ thuật của Ba Lan và đứng thứ 2115 trên toàn Thế giới. Trường có trụ sở tại số 12, đường Powstańców Warszawy, thành phố Rzeszów.

## Lịch sử của trường

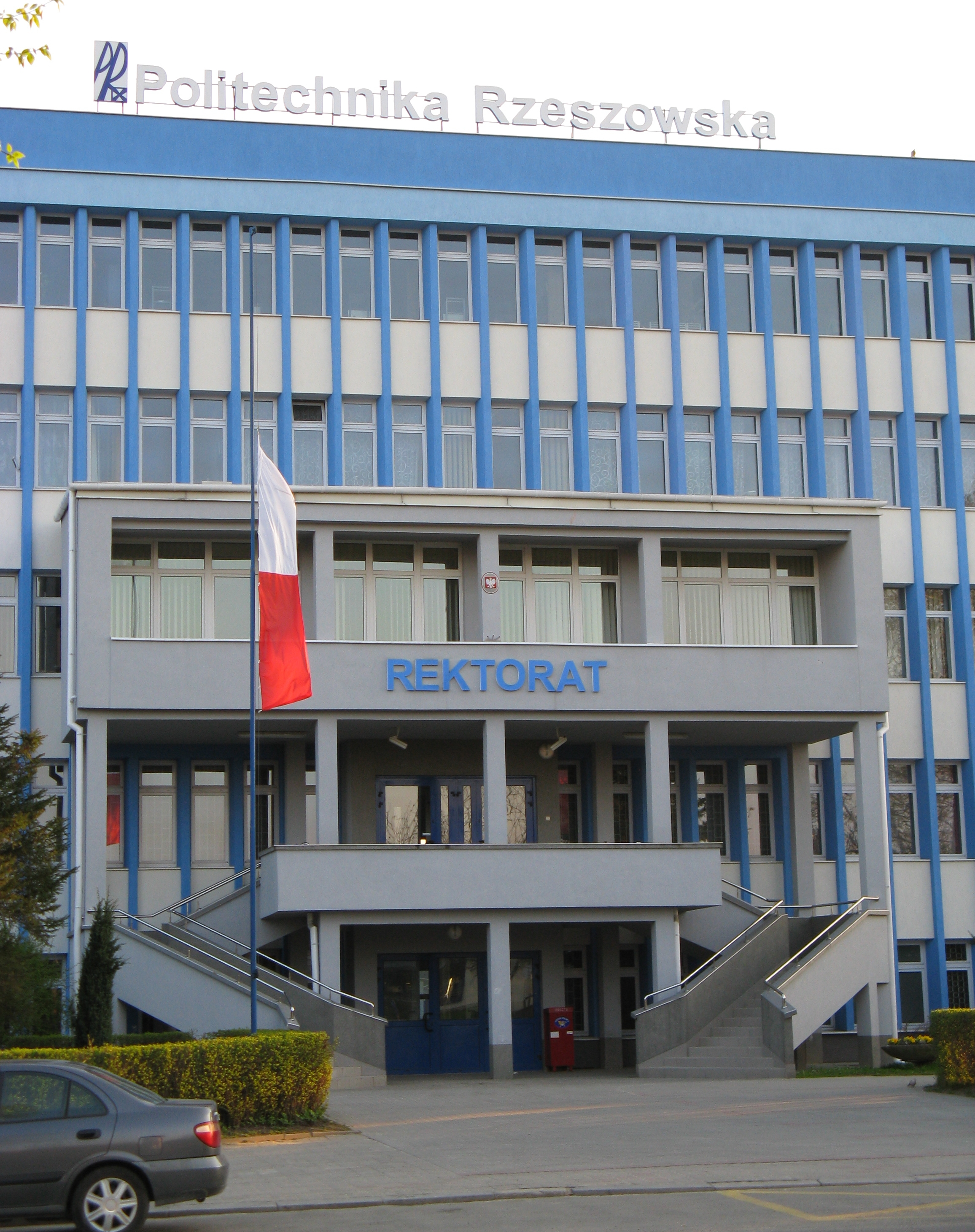
Tòa nhà chính của Nhà trường

Nguồn gốc của Đại học Công nghệ Rzeszów bắt đầu từ ngày 30 tháng 9 năm 1951 trên cơ sở thành lập trường dạy nghề Rzeszów, chuyên đào tạo các chuyên gia cơ khí. Năm 1952, cơ sở dạy nghề Rzeszów trở thành một chi nhánh của trường dạy nghề Kỹ thuật Krakow. Năm 1955, trường là cơ sở thực tập, thực hành của Khoa Cơ khí, trường Đại học Công nghệ Krakow (trụ sở tại Rzeszów). Năm 1963, cơ sở này chính thức tách ra và thành lập một cơ sở đào tạo độc lập với tư cách là trường Đại học Kỹ thuật Rzeszów. Ngày 1 tháng 10 năm 1974, theo Quyết định của Hội đồng Bộ trưởng đã chính thức thành lập Trường Đại học Công nghệ Rzeszów Ignacy Łukasiewicz.

## Ban giám hiệu Nhà trường[3]
Hiệu trưởng: GS. TSKH Tadeusz Markowski
Phó hiệu trưởng phụ trách khoa học: GS. TSKH Anh Grzegorz Budzik
Phó hiệu trưởng phụ trách giáo dục: GS. TSKH Grzegorz Masłowski
Phó hiệu trưởng phát triển: GS. TSKH Mariusz Oleksy
Phó hiệu trưởng phụ trách hợp tác quốc tế: GS. TSKH Grzegorz Ostasz

## Lịch sử các thế hệ Hiệu trưởng của Nhà trường
- Roman Niedzielski (1963–1972)
- Kazimierz Oczoś (1972–1981)
- Bolesław Fleszar (1981–1982)
- Kazimierz Oczoś (1982–1987)
- Stanisław Kuś (1987–1993)
- Kazimierz Oczoś (1993–1996)
- Stanisław Kuś (1996–1999)
- Tadeusz Markowski (1999–2005)
- Andrzej Sobkowiak (2005–2012)
- Marek Orkisz (2012–2016)
- Tadeusz Markowski (2016–2020)
- Piotr Koszelnik (2020-nay)

## Các Khoa đào tào
- Khoa Kỹ thuật Xây dựng, Kỹ thuật Môi trường và Kiến trúc[4]
- Khoa Cơ khí và Hàng không[5]
- Khoa Hóa học[6]
- Khoa Điện và Khoa học Máy tính[7]
- Khoa Toán và Vật lý Ứng dụng[8]
- Khoa Cơ khí và Công nghệ[9]
- Khoa Quản lý[10]